# Infiniti Q60
A Infiniti Q60 é um veículo coupe produzido pela Infiniti, sendo o sucessor do Infiniti Série G Coupe.

## Galeria
- Primeira geração (2013-2015)
- Segunda geração (2017-presente)